# Karl Heun
Karl Heun   (Wiesbaden, 3 d'abril de 1859 - Karlsruhe, 10 de gener de 1929) va ser un matemàtic alemany.

## Vida i Obra
Heun va fer els estudis secundaris a la Realschule de Wiesbaden. Entre 1878 i 1881 va estudiar matemàtiques i física a les universitats de Göttingen i Halle. L'any següent va emigrar a Anglaterra on va estar més de dos anys com mestre en una escola de Uppingham. El 1886 va obtenir l'habilitació docent a la universitat de Múnic, on va donar classes durant tres anys, però en no obtenir una remuneració adequada, ho va deixar per un lloc de professor de secundària a Berlín. A Berlín, a més de les seves classes, es va familiaritzar amb els enginyers i va començar a estudiar l'aplicació dels principis matemàtics i mecànics als problemes tecnològics. Un llarg article seu, publicat el 1900, sobre el tema, li va proporcionar la càtedra de mecànica teòrica al Institut Tecnològic de Karlsruhe an va treballar de 1902 fins a 1922. El 1921 va patir un ictus sever que el va deixar mig paralitzat i l'any següent va prendre la jubilació.
La seva obra espot dividir en tres períodes:
1. 1881-1889 Múnic: va dedicar-se al estudi de les equacions diferencials lineals en el domini complex. Al final d'aquest període va establir la avui coneguda com a equació de Heun: la forma canònica d'una equació diferencial fuchsiana amb quatre singularitats.[5]
2. 1890-1902 Berlín: va desenvolupar un mètode per integrar numéricament les equacions diferencials, avui conegut com a mètodes de Runge-Kutta-Heun, tot i que el seu nom s'omet sovint. També va estudiar els problemes cinètics a l'enginyeria.
3. 1902-1922 Karlsruhe: va publicar un important llibre de mecànica (tot i que no finalitzat totalment) en el que estudiava el fonaments de la mecànica en l'aplicació als problemes d'enginyeria que es presentaven al món de la industria.[6]